# تشيلسي موسم 2010–11
كان موسم 2010–11 هو الموسم التنافسي السابع والتسعين لنادي تشيلسي لكرة القدم، والموسم التاسع عشر على التوالي في الدوري الإنجليزي الممتاز، والعام الخامس بعد المائة منذ وجوده كنادي كرة قدم. لقد دخلوا الدوري الإنجليزي الممتاز باعتبارهم حاملي اللقب، لكنهم فشلوا في الاحتفاظ به.
كان النادي تحت إدارة المدرب الفائز بالثنائية كارلو أنشيلوتي، لكن ارتباطه بالنادي انتهى، حيث تمت إقالته في نهاية الموسم. بدأ تشيلسي الموسم بخمسة انتصارات متتالية في الدوري الإنجليزي الممتاز، والتي أوقفها مانشستر سيتي في نهاية المطاف عندما سجل قائد السيتي كارلوس تيفيز هدفًا ليقود فريقه إلى انتصار 1–0 على حامل اللقب. كان تشيلسي متصدرًا لجدول ترتيب الدوري الإنجليزي الممتاز لمدة نصف الموسم تقريبًا، قبل أن يتفوق عليه مانشستر يونايتد عندما مر تشيلسي بفترة سيئة خلال الشتاء. في المجمل في الدوري الإنجليزي الممتاز، فاز تشيلسي في 21 مباراة وتعادل في 8 وخسر 9. لقد استقبلوا أقل عدد من الأهداف مقارنة بجميع الأندية الأخرى في الدوري، وتقاسموا هذا مع مانشستر سيتي.
في يناير 2011، في اليوم الأخير من سوق الانتقالات، اشترى تشيلسي فرناندو توريس مقابل مبلغ قياسي للنادي والرقم القياسي البريطاني بلغ 50 مليون جنيه إسترليني من ليفربول.   كما قاموا بشراء المدافع دافيد لويز من بنفيكا، مقابل 25 مليون يورو بالإضافة إلى نيمانيا ماتيتش، في نفس اليوم.  